# Felsőtelekes
Felsőtelekes (vyslovováno [felšételekeš]) je vesnice v Maďarsku v župě Borsod-Abaúj-Zemplén, spadající pod okres Kazincbarcika. Nachází se asi 2 km severovýchodně od Rudabánye. V roce 2015 zde žilo 711 obyvatel. Dle údajů z roku 2001 zde byli 98 % Maďaři a 2 % Romové.
Sousedními vesnicemi jsou Alsótelekes, Kánó a Szuhogy, sousedním městem Rudabánya.